# Lewis County (New York)
Lewis County je okres (county) amerického státu New York založený v roce 1805 rozdělením okresu Oneida. Správním střediskem je sídlo Lowville s 4 404 obyvateli v roce 2006.
Počet obyvatel: 26 685 (v roce 2006), 26 944 (v roce 2000)
Ženy: 50,1 % (v roce 2005)

## Sousední okresy
- sever - Saint Lawrence
- jihovýchod - Herkimer
- jih - Oneida
- jihozápad - Oswego
- severozápad - Jefferson